# Calane da Silva
Calane da Silva, eigentlich Raúl Alves Calane da Silva (* 20. Oktober 1945 in Lourenço Marques, (heute Maputo), Mosambik; † 29. Januar 2021 ebenda) war ein mosambikanischer Schriftsteller, Lyriker, Journalist und Hochschullehrer. 

## Leben und Wirken
Calane da Silva wurde in Lourenço Marques, das damals die Hauptstadt von Portugiesisch-Ostafrika war, geboren. Heute heißt die Stadt Maputo.
Er studierte Portugiesische Philologie an der Universität von Porto und legte eine Promotion ab.
1969 begann seine Karriere als Journalist bei der Zeitung Tribuna, 1975 war er Mitbegründer und erster Chefredakteur der Zeitung Tempo, für deren Kulturmagazin er ebenfalls als Chefredakteur verantwortlich war. Es folgten Tätigkeiten bei der Zeitung Domingo, dann ein Wechsel zum mosambikanischen Fernsehen, wo er ab 1987 Redakteur war.
Er war Mitbegründer der mosambikanischen Schriftstellervereinigung AEMO, deren Generalsekretär er 1987 war. Außerdem war er Mitbegründer des brasilianisch-mosambikanischen Zentrums in Maputo.
In seiner akademischen Karriere war er als Professor für portugiesischsprachige afrikanische Literatur an der Pädagogischen Fakultät der Universität von Maputo sowie als Dozent an der Journalistenschule Maputos und als Gymnasiallehrer an der Portugiesischen Schule in Maputo tätig.
Der Schriftsteller Mia Couto war ein enger Freund. 2010 erhielt er den Prémio José Craveirinha de Literatura, den höchsten Literaturpreis Mosambiks. Insgesamt hat er rund zehn Bücher geschrieben: Gedichtbände, Sachbücher und Erzählungen sowie Essaybände.
Calane da Silva starb am 29. Januar 2021 im Alter von 75 Jahren in Maputo an den Folgen einer COVID-19-Erkrankung.  Er war der erste Prominente Mosambiks, der an den Folgen der Corona-Pandemie verstarb.

## Werke (Auswahl)
- Dos meninos da Malanga, Lyrik, 1982.
- Xicandarinha na lenha do mundo, Erzählungen
- Gil Vicente: folgazão racista?
- Ao mata bicho
- Nyembêtu ou as Cores da Lágrima
- Pomar e Machamba ou Palavras

## Preise (Auswahl)
- Prémio José Craveirinha de Literatura, 2010
- Ordem da Rio Branco, 2011
- Premio de 10. de Novembro, ausgeschrieben von der Stadt Maputo.